# Émile Chambry
Émile Chambry, né le 2 février 1864 à Vaubexy (Vosges) et mort le 29 juin 1951 dans le 15e arrondissement de Paris, est un helléniste français.

## Biographie
Il obtient l'agrégation de grammaire en 1887. Il a été professeur au lycée Voltaire et au lycée Condorcet à Paris.
On lui doit de nombreuses traductions d’œuvres grecques dans la Collection des universités de France et dans la collection des Classiques Garnier.
L’Académie française lui décerne le prix Jules-Janin en 1935 pour les 3 volumes de La République, de Platon.

## Traductions
- Ésope, Fabulae, vol. 2, Paris, Les Belles lettres, 1925 et 1926, 580 p. (lire en ligne)
- Lucien de Samosate, Œuvres complètes, Paris, Garnier, coll. « Classiques Garnier » 1933 (Vol. I, 527 p.), 1934 (Vol. II, 509 p.)
- Platon (trad. avec Auguste Diès), Œuvres complètes, t. VI : La République, livres I-III, Paris, Les Belles lettres, 1932, 448 p.
- Platon, Œuvres complètes, t. VII, 1re partie : La République, livres IV-VII, Paris, Les Belles lettres, 1931, 369 p.
- Platon, Œuvres complètes, t. VII, 2e partie : La République, livres VIII-X, Paris, Les Belles lettres, 1934, 248 p.
- Théocrite, Moschos et Bion, Fables, Paris, Garnier, 1931